# Bad Bodendorf

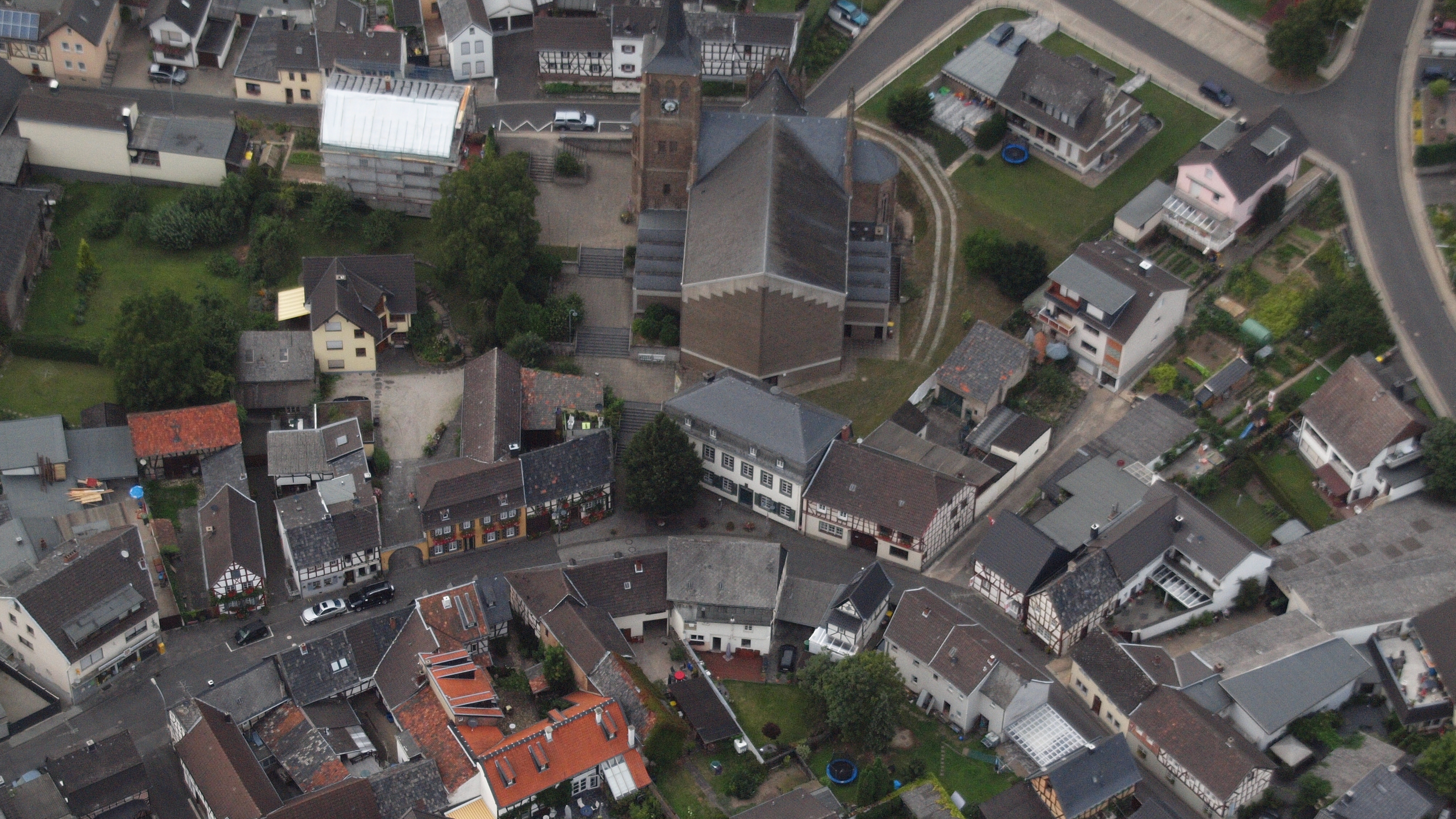
Der Ortsmittelpunkt von Bad Bodendorf

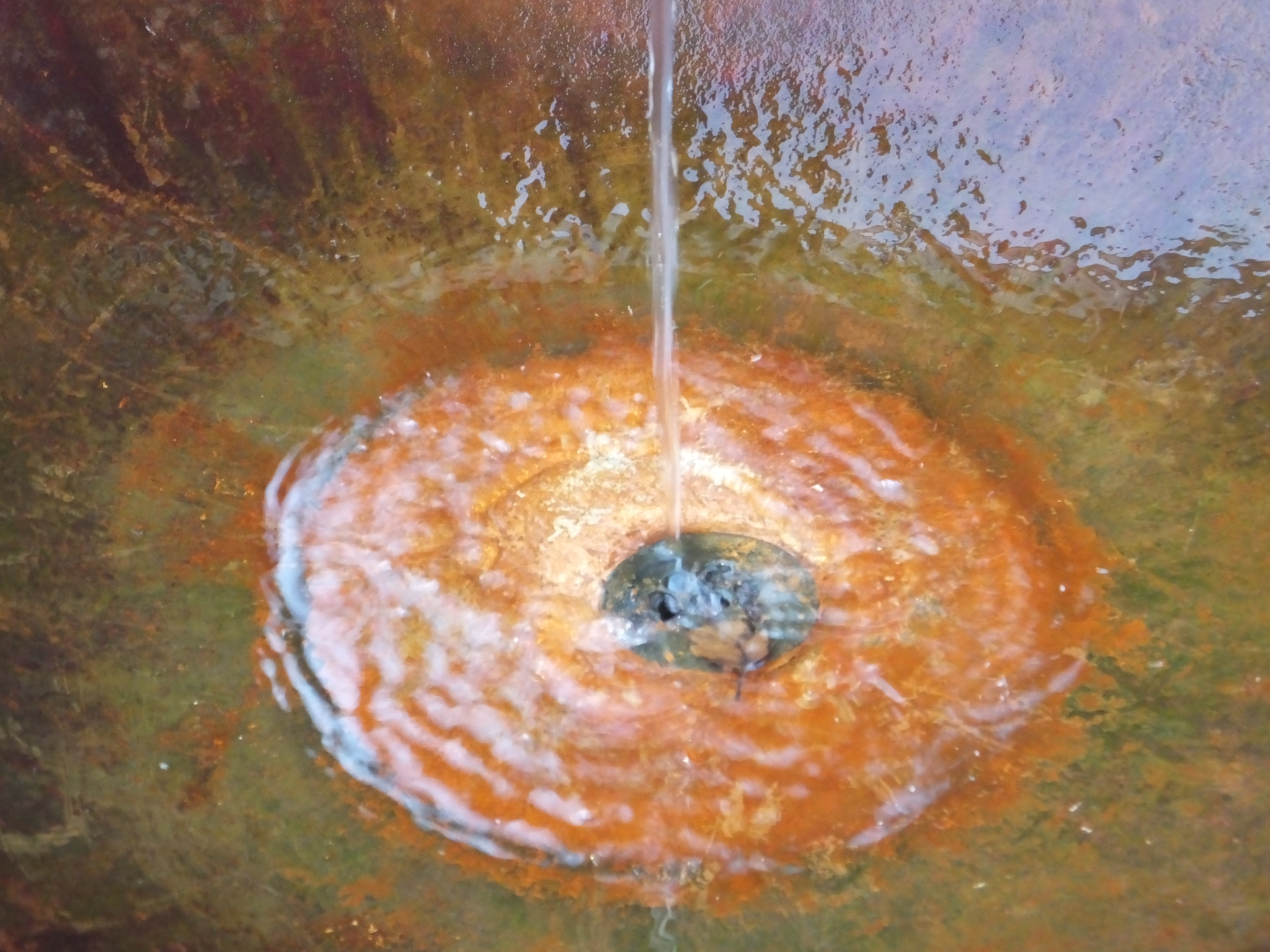
Wasser des St. Josef Sprudel, Bad Bodendorf
das abgesetzte Eisen ist deutlich zu erkennen.

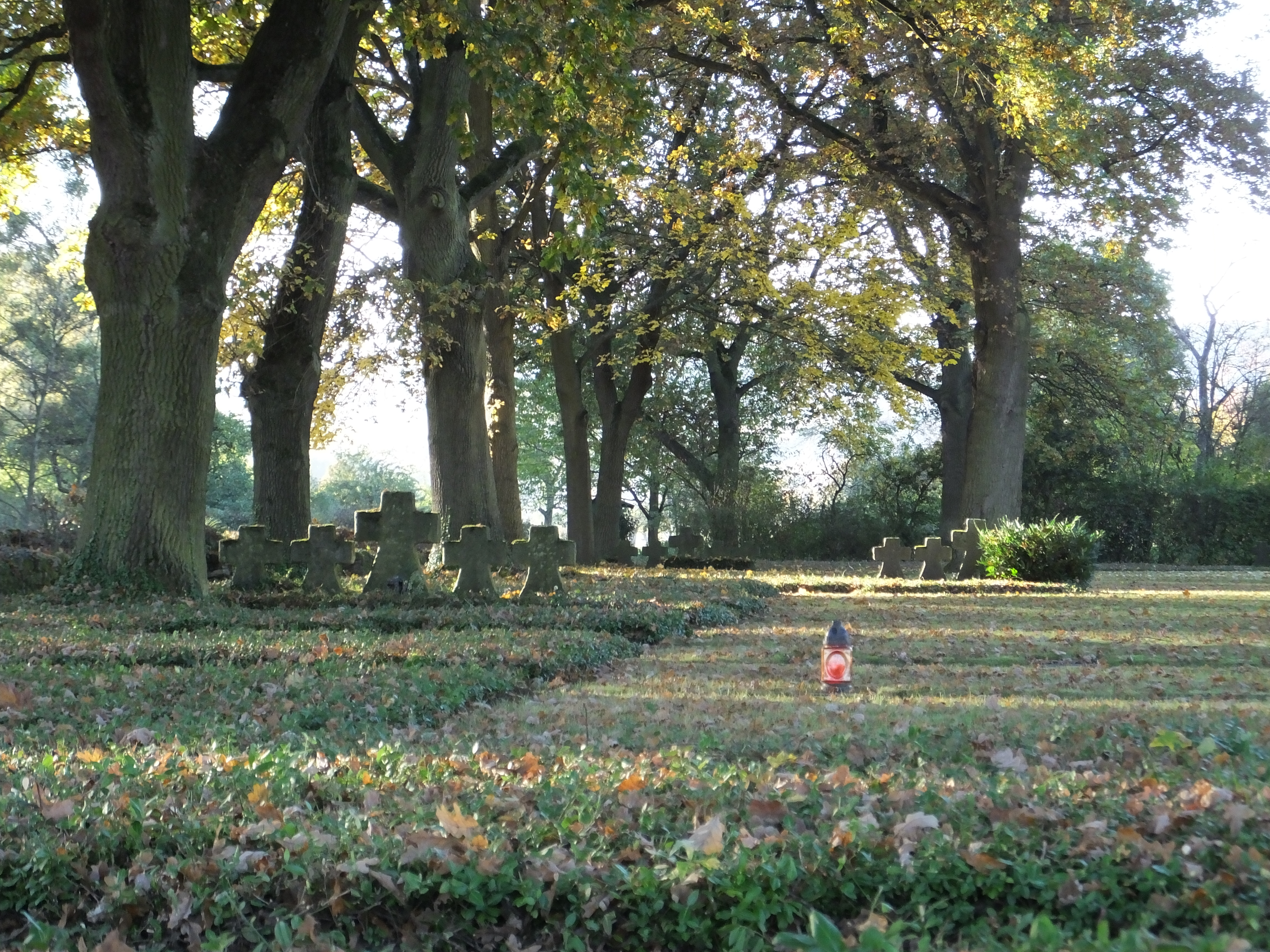
Ehrenfriedhof Bad Bodendorf im Herbst

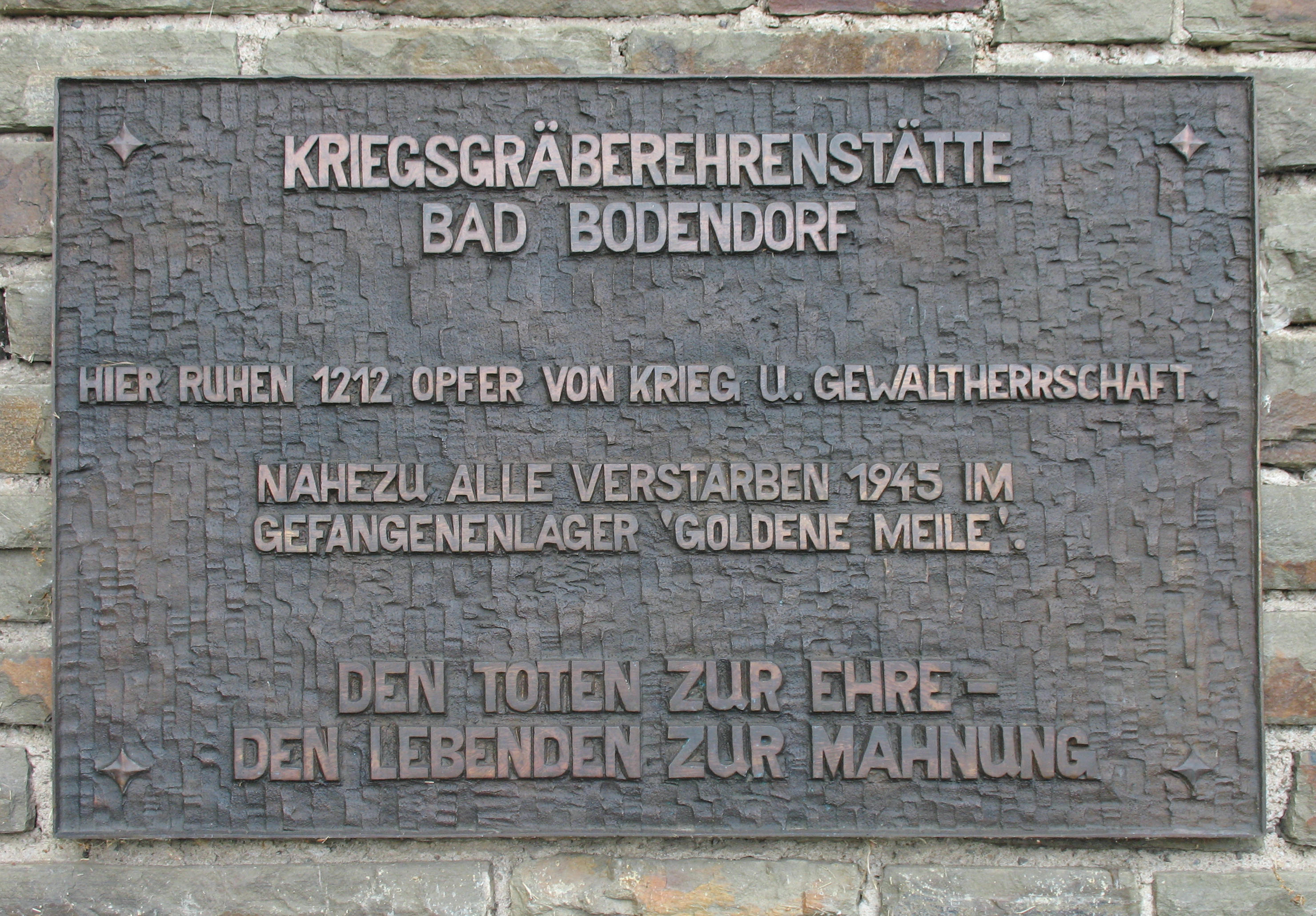
Gedenktafel am Ehrenfriedhof

Bad Bodendorf ist ein Stadtteil und Ortsbezirk von Sinzig im Landkreis Ahrweiler in Rheinland-Pfalz. Der Kurort wird oft als „Tor zum Ahrtal“ bezeichnet. Seit 1969 ist Bodendorf in die Stadt Sinzig eingemeindet und erhielt 1972 den Titel „Bad“. Dieser Titel wurde 2013 aberkannt, woraufhin der Ort umbenannt wurde und das „Bad“ nun als Teil des Ortsnamens weiterführt.

## Geografie

### Lage
Bad Bodendorf liegt am unteren Verlauf der Ahr im Tal. Im Norden und Süden ist es von den Anhöhen umgeben, nordwestlich liegt der Reisberg und südwestlich der Mühlenberg, welche eine letzte engere Stelle vor dem Rheintal bilden.
Zusammen mit seinen Nachbarn Bad Neuenahr („Bad“ seit 1927) und Bad Breisig („Bad“ seit 1958) bildet die Ortschaft
das Bäderdreieck des Kreises Ahrweiler.

### Gliederung
Bad Bodendorf gliedert sich in drei Teile:
1. Das alte Kerndorf mit Neubaugebieten nach Westen (→ Sonnenberg) und Osten. Der Bereich des Kerndorfes ist heute von der Bundesstraße 266 begrenzt. Zuvor war die parallel verlaufende Eisenbahnlinie eine natürliche Begrenzung. Die St. Sebastianus Grundschule östlich des alten Kerns war bei der Entstehung von Feldern umgeben. Vor Bau der Bundesstraße floss der gesamte Verkehr im Ahrtal mitten durch das Kerndorf.
2. Das Kurgebiet, welches sich südlich der Ahr erstreckt. Es ist in den 1920er Jahren entstanden und heute weit über die ursprünglichen Kureinrichtungen hinaus gewachsen.

1. Zwischen Ahr und Bundesstraße erstreckt sich ein Gebiet ehemaliger Felder, auf dem beginnend in den 1930er Jahren einzelne Häuser, damals oft Pensionen entstanden. Dieses wurde in den 1960er Jahren erschlossen und weist nach Süden zur Ahr eine markante Bebauungslücke auf. In diesem Bereich an der Ahr befinden sich der Sport- und Tennisplatz des Ortes.

### Nachbargemeinden
Westlich im Tal grenzt Bodendorf an Lohrsdorf und Green. Im Osten grenzt es an die Kernstadt von Sinzig.

## Geschichte

### Ortsgeschichte
Bodendorf ist urkundlich belegt im Jahr 893 als „budendorpht“ im Prümer Urbar. Kontrovers diskutiert wird, ob es identisch mit der Ortsangabe „Bodovilla“ in der Urkunde des merowingischen Königs Sigibert III. vom 3. September 643 ist.
Vom 12. Jahrhundert an gibt es zahlreiche überlieferte urkundliche Erwähnungen des Ortes. Seine frühe Wichtigkeit erfuhr Bodendorf vor allem dadurch, dass durch die Ortschaft die Aachen-Frankfurter Heerstraße (auch als Königsstraße bezeichnet) von Frankfurt nach Aachen verlief. Die Heerstraße führte hier aus dem Ahrtal auf die Grafschafter Höhen hinaus in die nördliche Eifel. Sie führte jahrhundertelang von Sinzig durch Bodendorf.
Von 1478 bis 1794 (Beginn der Franzosenzeit) gehörte Bodendorf zur reichsunmittelbaren Herrschaft Landskron. Diese Zeit lässt sich unterteilen in eine Saffenbergische Epoche (1200–1450), die Quadsche Epoche (1450–1621) und die Epoche bis zur Franzosenzeit. 1485 werden zwei Dorftore erwähnt, 1670 der doppelt mit einer Hecke bestandene Graben.:S. 405
1666 wurde Bodendorf von der Pest heimgesucht und 125 Einwohner starben. Dies soll etwa ein Drittel der Bevölkerung gewesen sein.:S. 397
Bis zur Säkularisation durch die Franzosen im Jahr 1804 sind 19 verschiedene auswärtige geistliche Eigentümer in Bodendorf nachgewiesen. Nach 1200 liegen weitere Nachweise über namentlich bekannte, weltliche Besitzrechte vor, an Zahl bis 1804 über 50 Urkunden. Das Ahrtal war also ein sehr traditionelles Weinbaugebiet. Im Wiener Kongresses kamen die ehemaligen Territorien am Rhein 1815 an Preußen; sie wurden 1822 in der preußischen Rheinprovinz zusammengefasst. Unter der preußischen Verwaltung wurde Bodendorf eine eigenständige Gemeinde, die der Bürgermeisterei Remagen (1927 umbenannt in Amt Remagen) im Kreis Ahrweiler zugeordnet war. Um das Jahr 1900 befiel die Reblaus fast an alle Weinberge; der Weinbau litt darunter. 
1968 wurde die letzte Ernte eingefahren. 
Ab dem Jahr 1900 wurden Thermalquellen erbohrt. Bodendorf hieß ab 1972 „Bad Bodendorf“. Begünstigt wurde diese Entwicklung durch die 1880 erfolgte Eröffnung der Ahrtalbahn. Die 26 °C warmen Quellen speisten bis zur Flutkatastrophe 2021 das Thermalfreibad Bad Bodendorf. 
Im Jahr 2013 aberkannte die damalige Tourismusministerin Evelin Lemke dem Stadtteil die staatliche Anerkennung als Bad.
Mitte der 1960er Jahre begann eine Verwaltungs- und Gebietsreform in Rheinland-Pfalz. Bodendorf wurde am 7. Juni 1969 in die Stadt Sinzig eingemeindet.

### Bevölkerungsentwicklung
| Jahr | Einwohner | siehe / Bemerkung      |
| ---- | --------- | ---------------------- |
| 1655 | 375       | Schätzung nach :S. 397 |
| 1666 | 250       | Schätzung nach :S. 397 |
| 1799 | 384       | :S. 757                |
| 1808 | 381       | :S. 757                |
| 1809 | 406       | :S. 757                |
| 1812 | 412       | :S. 757                |
| 1817 | 388       | :S. 757                |

| Jahr | Einwohner | siehe / Bemerkung |
| ---- | --------- | ----------------- |
| 1828 | 460       | :S. 757           |
| 1840 | 597       | :S. 757           |
| 1861 | 583       | :S. 757           |
| 1862 | 427       | [ 13 ]            |
| 1867 | 539       | :S. 757           |
| 1871 | 533       | :S. 757           |
| 1885 | 577       | :S. 757           |
| 1895 | 551       | :S. 757           |
| 1905 | 583       | :S. 757           |
| 1925 | 617       | :S. 757           |
| 1933 | 684       | :S. 757           |
| 1935 | 681       | :S. 757           |
| 1939 | 698       | :S. 757           |
| 1946 | 780       | :S. 757           |
| 1950 | 849       | :S. 757           |
| 1956 | 947       | :S. 757           |
| 1961 | 1152      | :S. 757           |
| 1965 | 1468      | :S. 757           |
| 1969 | 1668      | [ 15 ]            |

| Jahr | Einwohner | siehe / Bemerkung |
| ---- | --------- | ----------------- |
| 1970 | 1674      | :S. 757           |
| 1974 | 2226      | :S. 757           |
| 1980 | 2556      | :S. 757           |
| 1983 | 2638      | :S. 757           |
| 2013 | 3829      |                   |
| 2016 | 3860      | [ 1 ]             |
| 2023 | 3775      | [ 17 ]            |

## Politik

### Ortsbezirk
Bad Bodendorf ist einer von sechs Ortsbezirken der Stadt Sinzig und umfasst das Gebiet der ehemals selbstständigen Gemeinde. Der Stadtteil wird von einem Ortsbeirat sowie einem Ortsvorsteher politisch vertreten.

### Ortsbeirat
Der Ortsbeirat besteht aus neun Mitgliedern, die bei der Kommunalwahl am 9. Juni 2024 in einer personalisierten Verhältniswahl gewählt wurden, und dem ehrenamtlichen Ortsvorsteher als Vorsitzendem.
Die Sitzverteilung im Ortsbeirat:
| Wahl | SPD | CDU | Grüne | FWG | Gesamt  |
| ---- | --- | --- | ----- | --- | ------- |
| 2024 | 2   | 3   | 1     | 3   | 9 Sitze |
| 2019 | 1   | 2   | 2     | 4   | 9 Sitze |
| 2014 | 2   | 2   | 1     | 4   | 9 Sitze |
| 2009 | 2   | 2   | 1     | 4   | 9 Sitze |

### Ortsvorsteher
Hans-Jürgen Werf (FWG) wurde am 26. August 2024 Ortsvorsteher von Bad Bodendorf. Bei der Direktwahl am 9. Juni 2024 war er als einziger Bewerber mit einem Stimmenanteil von 84,3 % für fünf Jahre gewählt worden.
Werfs Vorgänger Alexander Albrecht (FWG) hatte das Amt 2009 übernommen und kandidierte bei der Wahl 2024 nicht erneut als Ortsvorsteher. Vor Alexander Albrecht war Markus Schlagwein Ortsvorsteher, bei der Kommunalwahl 2009 trat er nicht erneut an.

## Sehenswürdigkeiten
- Der historische Ortskern mit seinen restaurierten Fachwerkhäusern.
- Die neugotische katholische Pfarrkirche St. Sebastianus.
- Die unter Denkmalschutz stehende Burg Bodendorf.
- Der Bahnhofsplatz mit dem Empfangsgebäude des Haltepunkts Bad Bodendorf. Es wurde 1889 erbaut und stammt aus der Entstehungszeit der Ahrtalbahn. Im Gebäude befindet sich eine mechanische Stellwerksanlage (Blocksignale und Schranken). Nahe dem Haltepunkt beginnt der Rotweinwanderweg, der von Bad Bodendorf bis nach Altenahr führt.
- Direkt durch den Ort fließt der Fluss Ahr, der in Blankenheim (Ahr) entspringt und in Sinzig in den Rhein mündet. Die Ahr prägt das Bild des Kurviertels. Da die Ufer der Ahr weitgehend naturbelassen sind, kommen Eisvögel in freier Natur vor. Etwas östlich an der Ahr liegt der „Schwanenteich“, mit einem Freiwildgehege. Die 1976 gegründete Anlage wird von einem Verein betrieben und zeigt etwa 30 Tierarten.[28]
- Das zwischen Ahr und Waldrand gelegene Thermalfreibad aus dem Jahr 1937, welches einen Teil seines alten Charmes bis heute bewahrt hat. Es ist von Gründonnerstag bis in den Oktober hinein geöffnet.
- Neben dem Freibad im ehemaligen Kurmittelhaus befindet sich das Technikmuseum Bad Bodendorf, welches eine Anlage zur Kohlensäuregewinnung aus der 1. Hälfte des 20. Jahrhunderts zeigt.
- Der Ehrenfriedhof Bad Bodendorf – eine Kriegsgräberstätte auf dem viele Verstorbene des Gefangenenlagers Goldene Meile begraben sind.

## Wirtschaft und Infrastruktur

### Öffentliche Einrichtungen

#### Sport
Bad Bodendorf besitzt am Ahrufer Sporteinrichtungen für Fußball, Tennis, Bogenschießen und Minigolf.

#### Wohnmobilhafen
In der Nähe zur Ahr, benachbart zum Thermalfreibad und auf dem Parkplatz des Sportplatzes befindet sich ein Wohnmobilhafen.

### Bildung
Im Kerndorf sind die Kindertagesstätte „Max & Moritz“ und die Grundschule „St. Sebastianusschule“.
Die weiterführenden Schulen befinden sich in der Kernstadt von Sinzig und Remagen.

#### Grundschule St. Sebastianus
Mit dem Bau der neuen Schule, bestehend aus 4 Klassenzimmern und einer Lehrerwohnung, wurde 1960 begonnen. Die Schule wurde am 18. Mai 1962 eingeweiht. Bis zur Schulreform 1964 war die St. Sebastianus Schule eine Volksschule. 1993 wurde die Schule saniert und erweitert um weitere 4 Klassenzimmer.

### Verkehr

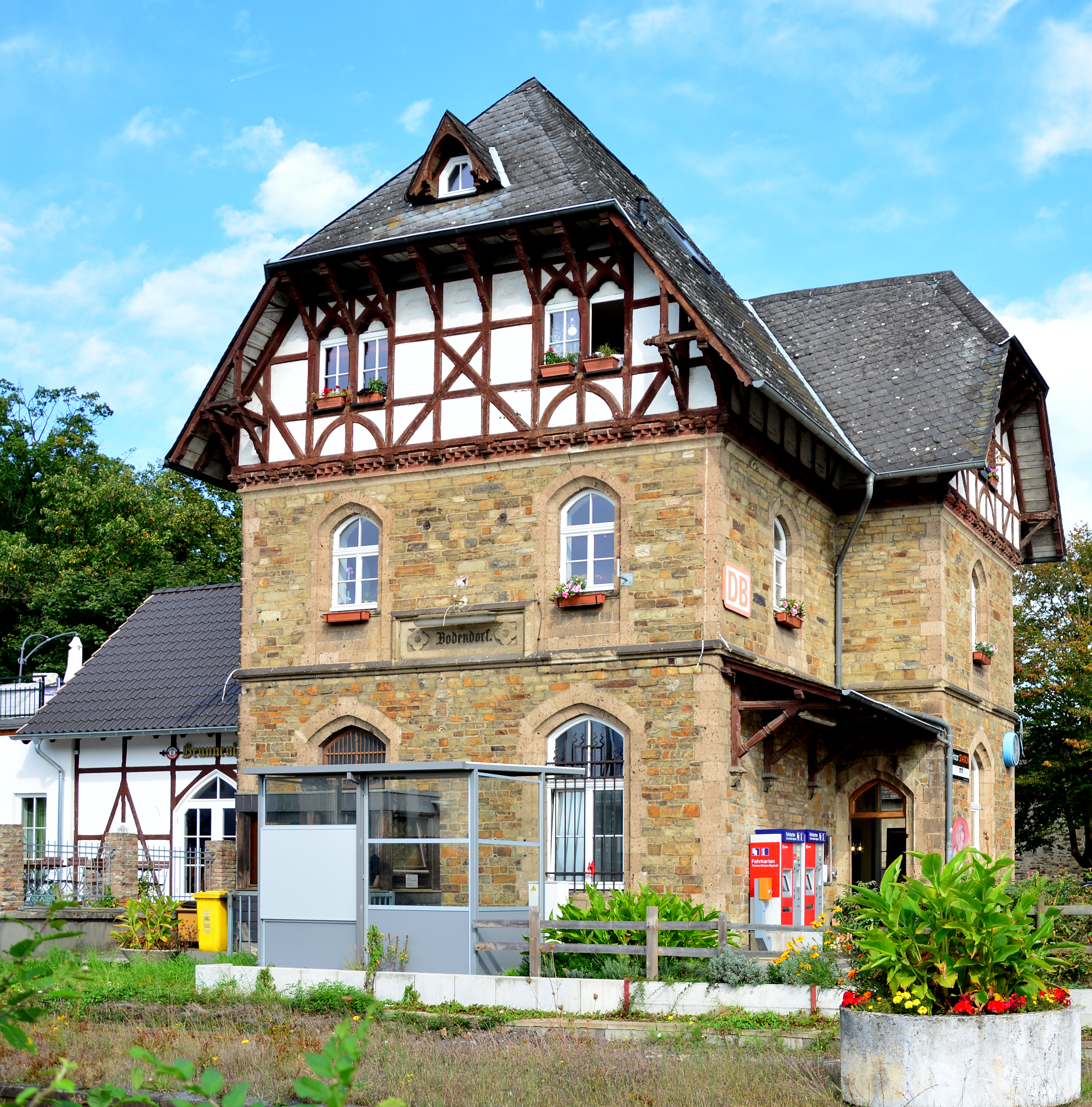
Bahnhof Bad Bodendorf

#### Schienenverkehr
Der Haltepunkt Bad Bodendorf liegt an der Ahrtalbahn (KBS 477), auf der im Personennahverkehr die „Rhein-Ahr-Bahn“ (RB 30) sowie die Linie RB 39 verkehren.
| Linie | Zuglauf | Takt   | Betreiber |
| ----- | --- | ------ | --------- |
| RB 30 | Rhein-Ahr-Bahn: Bonn Hbf – Bonn UN Campus – Bonn-Bad Godesberg – Bonn-Mehlem – Oberwinter – Remagen – Bad Bodendorf – Heimersheim – Bad Neuenahr – Ahrweiler – Ahrweiler Markt – Walporzheim (– Dernau – Rech – Mayschoß – Altenahr – Kreuzberg (Ahr) – Ahrbrück) bis Ende 2025 wegen Hochwasserschäden nur bis Walporzheim, der weitere Streckenverlauf bis Ahrbrück ist seit Juli 2021 nicht mehr befahrbar Stand: Fahrplanwechsel Dezember 2021 | 60 min | DB Regio  |
| RB 39 | Ahrtalbahn: Remagen – Bad Bodendorf – Heimersheim – Bad Neuenahr – Ahrweiler – Ahrweiler Markt – Walporzheim (– Dernau) bis 2025 wegen Hochwasserschäden nur bis Walporzheim Stand: Fahrplanwechsel Dezember 2021 | 60 min | DB Regio  |

Für den öffentlichen Personennahverkehr auf der RB 30 und RB 39 gilt sowohl der Tarif des Verkehrsverbundes Rhein-Mosel (VRM) als auch des Übergangstarif des Verkehrsverbundes Rhein-Sieg (VRS). Für Fahrten in das benachbarte Bundesland Nordrhein-Westfalen über Bonn hinaus gilt zudem der NRW-Tarif.

#### Straßen
Die Bundesstraße 266 bindet Bad Bodendorf an Sinzig, Bad Neuenahr-Ahrweiler an. Sie ist die Verbindung zur Autobahn 61 und der Bundesstraße 9 in der Rheinschiene.
Die Kernstadt ist über einen Busverkehr angebunden.
Die Wanderwege Rotweinwanderweg und Ahrsteig sowie der der Ahr-Radweg führen durch Bad Bodendorf.

## Persönlichkeiten

### Ehrenbürger
Der ehemalige Bürgermeister Josef Bauer ist der einzige Ehrenbürger der ehemalig selbständigen Gemeinde.

### In Gemeinde geboren
- Anatol Käbisch (* 1992), Schauspieler
- Franz X. A. Zipperer (1952–2015), Musikjournalist und Fotograf

### Mit Gemeinde verbunden
- Heinrich Lersch (1889–1936), Arbeiterdichter und Kesselschmied. Er lebte seit 1932 bis zu seinem Tode in Bodendorf.[34][35][36]
- Klaus Badelt (* 1967), Komponist für Fernseh- und Filmmusik, lebte während seiner Kindheit und Jugend in Bad Bodendorf.
- Leon Klassen (* 2000), Fußballspieler, aufgewachsen in Bad Bodendorf

## Kuriosa
In Bad Bodendorf befand sich die radiumhaltige Matthias-Quelle. Diese war benannt nach ihrem Entdecker Matthias Leisen. Das Wasser aus dieser Quelle wurde zu Anfang des 20. Jahrhunderts als Heilwasser verwendet und überregional (z. B. nach Bremen) vertrieben. Die Quelle wurde 2007 zugeschüttet.